# Laccophilus ploterus
Laccophilus ploterus är en skalbaggsart som beskrevs av Spangler 1966. Laccophilus ploterus ingår i släktet Laccophilus och familjen dykare. Inga underarter finns listade i Catalogue of Life.